# Dussumieriidae
Dussumieriidae – rodzina morskich ryb promieniopłetwych z rzędu śledziokształtnych (Clupeiformes), klasyfikowana też jako podrodzina śledziowatych.

## Rozmieszczenie geograficzne
Od Morza Śródziemnego przez Morze Czerwone, Ocean Indyjski po Ocean Spokojny.

## Klasyfikacja
Rodzaje zaliczane do tej rodziny:
- Dussumieria Valenciennes, 1847
- Etrumeus Bleeker, 1853

Rodzajem typowym jest Dussumieria.
Joseph S. Nelson uznał ten takson za podrodzinę śledziowatych i zaliczył do niego 4 rodzaje: wymienione Dussumieria i Etrumeus oraz   Jenkinsia i Spratelloides. Dwa ostatnie rodzaje podnoszone są przez innych taksonomów do rangi podrodziny Spratelloidinae lub rodziny Spratelloididae.